# Яхонтов, Всеволод Дмитриевич
Все́волод Дми́триевич Я́хонтов (1906, Киев — 1980, Хабаровск) — советский дальневосточный учёный, натуралист, врач, орнитолог и автор книг о птицах и природе Дальнего Востока. Настоящая его фамилия была Сокира-Яхонтов. Отец бывший царcкий генерал, комкор Красной армии.

## Биография
Всеволод Дмитриевич окончил Киевский медицинский институт. Работал врачом на Кубани, Кавказе и в Средней Азии. Его страстью были птицы. Любовь к пернатым проявилась ещё в детстве, окрепла, стала настойчивым стремлением к познанию их мира в юности. За ними он наблюдал через колючую проволоку в тундре, продолжил наблюдения, и живя в ссылке. В любое свободное от работы в больнице время стремился изучать жизнь птиц, тщательно записывал все свои наблюдения. В карманах пиджаков он всегда носил карточки, на которые мелким почерком заносил сведения о птицах. В экспедициях за пернатыми В. Д. Яхонтов исходил сотни километров Колымской земли, побывал на побережье Ледовитого океана, Берингова и Охотского морей, на Шантарских островах. Одновременно Всеволод Дмитриевич занимался просветительной деятельностью и даже собрал материал из истории исследования Колымы. Позднее, в 1965 г., в Магадане вышла его книжка «Тропою Черского».
Постепенно увлечение птицами превращалось во вторую специальность, многочисленные записи становились основой для статей и рассказов натуралиста. После освобождения он приехал в Хабаровск, заведовал отделом природы в краеведческом музее, работал в Большехехцирском заповеднике, в различных научных институтах, преподавал в Хабаровском педагогическом институте, много ездил и путешествовал. Зимой и летом бродил он по лесам и болотам, подсматривал, записывал мельчайшие подробности птичьей жизни.
«Есть немало профессий, представители которых всю жизнь проводят в экспедициях и поездках по белу свету, профессия орнитолога принадлежит к их числу. Это люди, которые прошли особый отбор. Их создают тайга, горы, море, простор. Ездить, наблюдать и оценивать то, что увидишь,  – это необходимо. Иначе есть риск на всю жизнь остаться бескрылым».
Его профессиональные зарисовки из жизни пернатых Камчатки, Якутии, Колымы, Сахалина, Приморья и Приамурья стали появляться на страницах дальневосточной периодики, а чуть позднее и в московских изданиях («Охота и охотничье хозяйство», «Охотничьи просторы», «Лесной календарь», «Орнитология») в начале 1960-х гг. В 1970-е гг. публикации по дальневосточной орнитофауне стали постоянными в сборниках Приморского филиала Географического общества «Вопросы географии Дальнего Востока», альманахе «Дальневосточные путешествия и приключения», журнале «Дальний Восток». Материалы всесоюзных, краевых совещаний и конференций за эти годы тоже не обходились без сообщений В. Д. Яхонтова. Им были опубликованы десятки научных статей о птицах, их численности миграции, охране, региональном использовании. Выйдя на пенсию, он целиком посвятил себя любимому делу: экспедициям по всему Дальнему Востоку, контактам с собратьями-натуралистами, участию в конференциях и, главное, работе над книгами. Квартира Яхонтова в Хабаровске превращалась в своеобразный музей. Главными экспонатами были, конечно, чучела птиц, целый набор номерных колец, добытых с лапок пернатых кочевников.
В 1963 г. на прилавках книжных магазинов г. Хабаровска появилась изданная в краевом издательстве первая книга В. Д. Яхонтова «Пернатое племя: Рассказы о птицах». За ней последовали другие — «Страна птиц: Рассказы натуралиста о птицах Приамурья» (1969), «В стране птиц: Рассказы натуралиста о птицах Дальнего Востока» (1979). Каждый рассказ своеобразен и красочен, в каждом лаконичные, но ёмкие картины природы, мест обитания дальневосточных пернатых: лугов, лесов, морских побережий. В. Д. Яхонтов обладал даром увлекательного рассказчика, умел просто, доступно и необыкновенно интересно рассказать о сотнях птиц, с каждой из которых не раз встречался в своих многочисленных экспедициях. Талантливые литературные описания орнитолога сопровождаются яркими зарисовками народного художника РСФСР Г. Д. Павлишина. В 1973 г. вышла в свет ещё одна книжка рассказов В. Д. Яхонтова — «В гостях у морских и оленных людей». В послесловии к ней автор писал: «Экспедиция закончена. Я вернулся с поля, сбросил с плеч рюкзак, поставил в угол ружьё и положил на стол полевую сумку с дневниками. Смотрю на карту Камчатки, на Охотоморье, Шантары и Сахалин, на все те горы и распадки, на тундру, где пролегли наши тропы, и вспоминаю весь вояж от начала до конца. И соратников, с которыми делил и трудности бивачной жизни, и радости находок и открытий. Такую, кажется, набрал в бродячей жизни силу, что разгона, пожалуй, хватит на много лет. Вот немного отдохну, закончу камеральную обработку материала и хоть снова на линию старта».
В декабре 1980 года Всеволод Дмитриевич Яхонтов ушёл из жизни.

## Репрессии
В 1937 году был репрессирован и сослан на Колыму (поселок Зырянка) как сын «врага народа». 10 лет провёл в лагерях, а потом в ссылке. В 1956 году был реабилитирован «из-за отсутствия состава преступления».